# Прыжки с трамплина на зимних Олимпийских играх 2022 — нормальный трамплин среди смешанных команд
Соревнования по прыжкам с нормального трамплина (К-95) на зимних Олимпийских играх 2022 среди смешанных команд прошли 7. Местом проведения соревнований стал Национальный центр прыжков с трамплина, расположенный в районе городского подчинения Чунли города Чжанцзякоу провинции Хэбэй. В соревнованиях приняли участие 10 команд. В данной дисциплине олимпийские медали разыгрывались впервые.
Соревнования выиграла Словения, завоевавшая второе олимпийское золото на трамплине вслед за финишировавшей первой в индивидуальных прыжках Уршей Богатай, которая также была частью смешанной команды. Второй стала команда Олимпийского комитета России, а бронзовую медаль завоевала Канада, для которой эта медаль стала исторической, так как является первой медалью страны в прыжках с трамплина на зимних Олимпийских играх. Для России это также была первая медаль в прыжках с трамплина как отдельного государства и первая медаль с 1968 года, когда Владимир Белоусов, представлявший Советский Союз, выиграл соревнования на большом трамплине.
Однако соревнования были омрачены дисквалификациями, которые привели к непониманию со стороны многих участников. После первой попытки Катарина Альтхаус была дисквалифицирована за костюм, не соответствующий правилам. После этого контролер FIS заявил, что материалы Сары Таканаси из Японии и Даниэлы Ирашко-Штольц из Австрии не соответствуют правилам, их результаты в первой попытке также были аннулированы. Во второй попытке обе норвежские спортсменки Анна Удине Стрём и Силье Опсет также были дисквалифицированы. За два дня до этого, по крайней мере, австрийские спортсменки в индивидуальных прыжках, по их собственным словам, прыгали в тех же костюмах и претензий к ним не было.

## Медалисты
| Золото                                                           | Серебро                                                               | Бронза                                                                             |
| Словения · Ника Крижнар · Тими Зайц · Урша Богатай · Петер Превц | ОКР · Ирма Махиня · Данил Садреев · Ирина Аввакумова · Евгений Климов | Канада · Александрия Лутитт · Мэттью Соукуп · Эбигейл Стрейт · Маккензи Бойд-Клаус |

## Расписание
Время местное (UTC+8)
| Дата      | Время | Раунд     |
| --------- | ----- | --------- |
| 6 февраля | 11:45 | 1 попытка |
| 6 февраля | 12:51 | Финал     |

## Результаты
| Место | Номер                  | Страна                                                                             | Попытка 1              | Попытка 1                     | Попытка 1 | Попытка 2                   | Попытка 2                     | Попытка 2                   | Итого                       |
| Место | Номер                  | Страна                                                                             | Дистанция (м)          | Очки                          | Место     | Дистанция (м)               | Очки                          | Место                       | Очки                        |
| ----- | ---------------------- | ---------------------------------------------------------------------------------- | ---------------------- | ----------------------------- | --------- | --------------------------- | ----------------------------- | --------------------------- | --------------------------- |
| 1     | 9 9–1 9–2 9–3 9–4      | Словения · Ника Крижнар · Тими Зайц · Урша Богатай · Петер Превц                   | 101.0 97.5 106.0 101.5 | 506.4 126.6 120.4 133.1 126.3 | 1         | 99.5 100.0 101.5            | 495.1 121.5 123.0 124.3 126.3 | 1                           | 1001.5                      |
| 2     | 4 4–1 4–2 4–3 4–4      | ОКР · Ирма Махиня · Данил Садреев · Ирина Аввакумова · Евгений Климов              | 86.0 99.5 92.0 100.5   | 448.8 92.4 124.1 105.8 126.5  | 3         | 81.5 100.5 91.5 103.0       | 441.5 81.4 125.8 103.7 130.6  | 4                           | 890.3                       |
| 3     | 2 2–1 2–2 2–3 2–4      | Канада · Александрия Лутитт · Мэттью Соукуп · Эбигейл Стрейт · Маккензи Бойд-Клаус | 84.0 87.0 93.5 101.5   | 415.4 87.6 94.1 108.3 125.4   | 4         | 90.0 89.0 91.5 101.5        | 429.2 101.4 97.1 102.6 128.1  | 5                           | 844.6                       |
| 4     | 6 6–1 6–2 6–3 6–4      | Япония · Сара Таканаси · Юкия Сато · Юки Ито · Рёю Кобаяси                         | DSQ 99.5 93.0 102.5    | 359.9 0.0 122.9 106.9 130.1   | 8         | 98.5 100.5 88.0 106.0       | 476.4 118.9 122.7 97.3 137.5  | 2                           | 836.3                       |
| 5     | 10 10–1 10–2 10–3 10–4 | Австрия · Даниэла Ирашко-Штольц · Штефан Крафт · Лиза Эдер · Мануэль Феттнер       | DSQ 102.0 96.0 101.0   | 370.7 0.0 130.2 113.1 127.4   | 6         | 84.0 102.0 90.5 102.0       | 447.3 86.4 131.2 101.8 127.9  | 3                           | 818.0                       |
| 6     | 5 5–1 5–2 5–3 5–4      | Польша · Николь Кондерля · Давид Кубацкий · Кинга Райда · Камиль Стох              | 75.5 96.0 80.5 99.5    | 386.1 67.8 114.6 78.4 125.3   | 5         | 72.5 101.0 73.5 102.5       | 377.1 61.3 123.6 61.4 130.8   | 6                           | 763.2                       |
| 7     | 3 3–1 3–2 3–3 3–4      | Чехия · Клара Ульрихова · Честмир Кожишек · Каролина Индрачкова · Роман Коуделька  | 78.5 91.0 78.0 93.0    | 362.5 76.2 104.5 74.3 107.5   | 7         | 73.5 92.5 83.0 92.5         | 360.3 61.5 106.8 84.5 107.5   | 7                           | 722.8                       |
| 8     | 7 7–1 7–2 7–3 7–4      | Норвегия · Анна Удине Стрём · Роберт Юханссон · Силье Опсет · Маркус Линнвик       | 92.0 99.5 91.0 102.5   | 457.4 104.5 123.2 101.4 128.3 | 2         | DSQ 100.5 DSQ 100.5         | 250.5 0.0 124.9 0.0 125.6     | 8                           | 707.9                       |
| 9     | 8 8–1 8–2 8–3 8–4      | Германия · Селина Фрайтаг · Константин Шмид · Катарина Альтхаус · Карл Гайгер      | 88.0 101.0 DSQ 101.5   | 350.9 95.4 127.7 0.0 127.8    | 9         | Не прошли во вторую попытку | Не прошли во вторую попытку   | Не прошли во вторую попытку | Не прошли во вторую попытку |
| 10    | 1 1–1 1–2 1–3 1–4      | Китай · Дун Бин · Сун Циу · Пэн Цинъюэ · Чжао Юавень                               | 76.0 71.5 65.0 74.0    | 229.8 69.4 57.7 42.0 60.7     | 10        | Не прошли во вторую попытку | Не прошли во вторую попытку   | Не прошли во вторую попытку | Не прошли во вторую попытку |